# Döglött akták (második évad)
Ezen az oldalon a Döglött akták amerikai krimi tévésorozat második évadának epizódlistája olvasható, melyet eredetileg 2004. október 3. és 2005. május 22. között vetített az amerikai CBS televízió.
Magyarországon ezt az évadot 2006. július 30. és 2007. június 22. között  vetítette az RTL Klub.
Ebben a szezonban két olyan rész van, ahol egy előadótól választottak ki minden dalt:
- The House (Börtönterror): Johnny Cash
- Kensington (Halálos kitérő): John Mellencamp

A szezonban a legrégibb újra megnyitott akta éve: 1932 (73 éves)
A szezonban a legfiatalabb újra megnyitott akta éve: 2003 (1 éves)
| #   | epizód eredeti címe    | eredeti bemutató   | epizód magyar címe     | magyarországi bemutató |
| --- | ---------------------- | ------------------ | ---------------------- | ---------------------- |
| 1.  | The Badlands           | 2004. október 3.   | Rossz környék          | 2006. július 30.       |
| 2.  | Factory Girls          | 2004. október 10.  | Zuhanás                | 2006. augusztus 6.     |
| 3.  | Daniela                | 2004. október 17.  | Bizarr ügy             | 2006. augusztus 13.    |
| 4.  | The House              | 2004. október 24.  | Börtönterror           | 2006. augusztus 27.    |
| 5.  | Who's Your Daddy       | 2004. október 31.  | Titkot rejtő karkötő   | 2006. szeptember 3.    |
| 6.  | The Sleepover          | 2004. november 7.  | Gyilkos jelek          | 2006. szeptember 10.   |
| 7.  | It's Raining Men       | 2004. november 14. | A tékozló fiú          | 2006. szeptember 17.   |
| 8.  | Red Glare              | 2004. november 21. | Halálos vallomás       | 2006. szeptember 24.   |
| 9.  | Mindhunters            | 2004. november 28. | A vadász               | 2006. október 1.       |
| 10. | Discretion             | 2004. december 19. | Gyilkosság kényszerből | 2006. október 8.       |
| 11. | Blank Generation       | 2005. január 9.    | Fanatikusok            | 2006. október 15.      |
| 12. | Yo, Adrian             | 2005. január 16.   | Az utolsó menet        | 2006. október 22.      |
| 13. | Time to Crime          | 2005. január 30.   | Eltévedt golyó         | 2006. október 29.      |
| 14. | Revolution             | 2005. február 20.  | Féltékenység           | 2006. november 5.      |
| 15. | Wishing                | 2005. március 6.   | Az utolsó kívánság     | 2006. november 12.     |
| 16. | Revenge                | 2005. március 13.  | Fullasztó indulat      | 2006. november 19.     |
| 17. | Schadenfreude          | 2005. március 20.  | Műhiba                 | 2006. november 26.     |
| 18. | Ravaged                | 2005. március 27.  | A pusztító             | 2006. december 3.      |
| 19. | Strange Fruit          | 2005. április 3.   | Feketén fehéren        | 2006. december 10.     |
| 20. | Kensington             | 2005. április 24.  | Halálos kitérő         | 2006. december 17.     |
| 21. | Creatures of the Night | 2005. május 1.     | Vak hit                | 2007. június 10.       |
| 22. | Best Friends           | 2005. május 8.     | Örök szerelem          | 2007. június 17.       |
| 23. | The Woods              | 2005. május 22.    | Koponyák               | 2007. június 22.       |

## 24. Rossz környék
- Eredeti bemutató: 2004. október 3.
- Újra megnyitott akta dátuma: 2003. szeptember 27.
- Utolsó jelentben hallható dal: Alicia Keys – If I Ain't Got You
- Írta: Chris Mundy
- Rendezte: Tim Matheson

Az első évad első részében szereplő hármas gyilkosságot oldják meg.

## 25. Zuhanás
- Eredeti bemutató: 2004. október 10.
- Újra megnyitott akta dátuma: 1943
- Utolsó jelentben hallható dal: Bing Crosby – Don't Fence Me In
- Írták: Stacy Kravetz, Meredith Stiehm
- Rendezte: David Von Ancken

A második világháború idején sok nő dolgozott a repülőgépgyárban, miközben férjeik a fronton harcoltak. Alice-t a szomszédja, Dottie ajánlotta be. Egyik nap holtan találták a szerelőcsarnokban. 60 évvel később egy rokona hívja fel az ügyre Rush nyomozó figyelmét. Ennyi év múltán lassan halad a nyomozás…

## 26. Bizarr ügy
- Eredeti bemutató: 2004. október 17.
- Újra megnyitott akta dátuma: 1979
- Utolsó jelentben hallható dal: David Gates – Goodbye Girl
- Írta: Veena Cabreros Sud
- Rendezte: David Barrett

Egy dühös feleség különös videófelvétellel keresi meg a nyomozókat. A szalag szerint a férj fiatalkorában megölt egy fiatal lányt. Az adott évben ugyan voltak gyilkosságra utaló nyomok, de az ügyet lezárták, miután holttestet nem találtak. Ráadásul egy másik szalag tanúsága szerint Danielát aznap este nem ölhették meg…

## 27. Börtönterror
- Eredeti bemutató: 2004. október 24.
- Újra megnyitott akta dátuma: 1968
- Utolsó jelentben hallható dal: Johnny Cash – Flesh And Blood
- Írta: Sean Whitesell
- Rendezte: Alex Zakrzewski

Egy felszámolt börtön közelében egy férfi maradványaira bukkannak. Az egykori őrök szerint egy Hank nevű elítélt holttestét találták meg, aki annak idején többször is megkísérelte a szökést. A hajdani cellatárs elmondta, hogy a börtön igazgatója folyamatosan terrorizálta a rabokat. Hank két évet kapott, mert egy pár csizmát lopott a szerelmének. A szökési kísérletek miatt azonban a büntetését húsz évre súlyosbították.

## 28. Titkot rejtő karkötő
- Eredeti bemutató: 2004. október 31.
- Újra megnyitott akta dátuma: 1991
- Utolsó jelentben hallható dal: Scoprions – Send Me An Angel
- Írta: Tyler Bensinger
- Rendezte: Greg Yaitanes

A kambodzsai származású Kara szüleit még gyerekkorában megölték. A rendőrség rablógyilkosságként kezelte az ügyet, de a tettes sosem került elő. A felnőtt Kara az interneten felfedezi egy karkötő fotóját, melyről biztosan tudja, hogy az anyjáé volt. A karkötő kapcsán kiderül, hogy Kara anyja a kambodzsai királyi család tagja volt, ezért kellett a családnak hamis papirokkal elmenekülniük az országból.

## 29. Gyilkos jelek
- Eredeti bemutató: 2004. november 7.
- Újra megnyitott akta dátuma: 1990
- Utolsó jelentben hallható dal: Edie Brickell – Circle
- Írta: Liz Garcia
- Rendezte: Emilio Estevez

Holtan találnak egy fiatal lányt, testén filctollal rajzolt furcsa jelek vannak. Évekkel korábban egy kislány holttestét találták ugyanazon a helyen, ugyanilyen filctollal rajzolt jelekkel. Kiderül, hogy a kislány élete utolsó éjszakáján kiszökött otthonról és egyik osztálytársához ment…

## 30. A tékozló fiú
- Eredeti bemutató: 2004. november 14.
- Újra megnyitott akta dátuma: 1983
- Utolsó jelentben hallható dal: Sheriff – When I'm With You
- Írta:
- Rendezte:

1983-ban holtan találják Jeffet, a meleg fiatalembert. A gyilkos kilétére sosem derült fény. Egykori élettársa, Artie szeretné, ha Rush nyomozó újra foglalkozna az üggyel. Mint kiderül, Jeff, aki egy igen gazdag családból származott, sok embert felbosszantott azzal, hogy a homoszexuálisok körében akkoriban megjelenő AIDS ellen harcolt. Az apja kitagadta az örökségből, és a család többi tagja is neheztelt rá.

## 31. Halálos vallomás
- Eredeti bemutató: 2004. november 21.
- Újra megnyitott akta dátuma: 1953
- Utolsó jelentben hallható dal: Frankie Laine – I Believe (For Every Drop of Rain That Falls)
- Írta:
- Rendezte:

1953-ban holtan találnak egy tanítót a parkban. Agyonverték, de az ügyet nem derítették fel. Fia, Howard kéri fel a nyomozókat, hogy kezdjenek újra nyomozni. Rush kideríti, hogy a tanító, Elliot a feketék hátrányos megkülönböztetése ellen harcolt. Az állásából felfüggesztették, és az FBI beidézte, hogy felfedje az aktivisták kilétét. A vallomástétel előtt egy nappal ölték meg.
Érdekesség : Ennek a résznek a végén, amikor a dobozra fekete filccel ráírják a "CLOSED" feliratot, a magyar narrátor fordítja nekünk : "lezárva". Az eddigi részek egyikében sem fordult eddig ez elő.

## 32. A vadász
- Eredeti bemutató: 2004. november 28.
- Újra megnyitott akta dátuma: 1985
- Utolsó jelentben hallható dal: Phil Collins – Long Long Way To Go
- Írta: Veena Cabreros Sud
- Rendezte: Kevin Bray

Egy fej nélküli holttestet találnak az erdőben. Az áldozatot azonosítják, és a volt férjet gyanúsítják, aki annak idején bántalmazta a feleségét. Később több fej nélküli holttestet találnak a kutyák. Mindannyian nők, mindannyian novemberben tűntek el, és mindannyiukat lelőtték. Összefüggést keresnek az áldozatok között, és kiderül, hogy korábban mindnyájan tettek feljelentést a rendőrségen, mert megtámadták őket. A nőket órákon át üldözte a gyilkos az erdőben, akár a vadakat, majd amikor utolérte a kimerült áldozatokat, lelőtte őket.
Érdekesség: Ebben a részben ugyan fény derül az elkövető kilétére, de rábizonyítani nem sikerül tetteit.

## 33. Gyilkosság kényszerből
- Eredeti bemutató: 2004. december 19.
- Újra megnyitott akta dátuma: 2000
- Utolsó jelentben hallható dal: Travis – Why Does It Always Rain On Me?
- Írta: Henry Robles
- Rendezte: James Whitmore Jr.

Egy fehér lányt megölnek. A rendőrség egy latin fiút gyanúsít. A főügyészt, aki kételkedik a vádlott bűnösségében, hamarosan holtan találják. A nyomozás során kiderül, hogy a vádlottat az egyik nyomozó addig verte, míg az be nem ismerte a gyilkosságot. Mivel a főügyész további tanúkat keresett, a nyomozó „kényszerből” újra gyilkolt.

## 34. Fanatikusok
- Eredeti bemutató: 2005. január 9.
- Újra megnyitott akta dátuma: 1978
- Utolsó jelentben hallható dal: Elvis Costello – Peace Love And Understanding
- Írták:
- Rendezte:

Egy szekta bűvöletébe került fiút holtan találnak. Búcsúlevelet hagyott, ezért mindenki öngyilkosságra gyanakszik. Évekkel később a nyonozók azt hiszik, a szekta közös öngyilkosságra készült, de végül kiderül, a cián nem erre kellett.

## 35. Az utolsó menet
- Eredeti bemutató: 2005. január 16.
- Újra megnyitott akta dátuma: 1976
- Utolsó jelentben hallható dal: Peter Frampton – Baby I Love Your Way
- Írta:
- Rendezte:

Jerry, a fiatal bokszoló be akarja bizonyítani, hogy végig tud küzdeni minden menetet. Tudomására jut, hogy a meccset eladták, és csak színlelni akarják, hogy ő nyert. Pat atya, akiben a legjobban bízott, azzal biztatja, hogy küzdjön, mert rá fogadott. Jerry azt hiszi, az atya is tisztességtelenül akar pénzhez jutni. Utolsó leheletéig küzd a becsületéért, ám a végső menetben halálos ütést kap.

## 36. Eltévedt golyó
- Eredeti bemutató: 2005. január 30.
- Újra megnyitott akta dátuma: 1987
- Utolsó jelentben hallható dal: Michael Jackson – Man In The Mirror
- Írta: Meredith Stiehm
- Rendezte:

Kosarazó fiatalokra lövöldöznek egy autóból. A pálya mellett hintázó kislányt eltalálja egy eltévedt golyó és meghal. A nyomozás során kiderül, hogy a kislány anyja viszonyt folytatott az egyik kosarazó fiúval. Először a férjet gyanúsítják, hogy meg akarta ölni a felesége szeretőjét.

## 37. Féltékenység
- Eredeti bemutató: 2005. február 20.
- Újra megnyitott akta dátuma: 1969
- Utolsó jelentben hallható dal: Aretha Franklin –  I Say A Little Prayer
- Írta: Meredith Stiehm
- Rendezte:

1969-ben holtan találnak egy fiatal lányt a barátja lakásán. A barátját gyanúsítják, aki aznap Kanadába szökött, de több mint 30 évvel később hazament az apja temetésére. Ekkor azonnal letartóztatják. Ő azt állítja, hogy azt sem tudta, hogy a lány meghalt, csak a besorozás elől menekült Kanadába, mert nem akart Vietnamban harcolni, mint a lány bátyja, Brian, aki megsérült és tolószékbe kényszerülve kábítószer-függővé vált.

## 38. Az utolsó kívánság
- Eredeti bemutató: 2005. március 6.
- Újra megnyitott akta dátuma: 1993
- Utolsó jelentben hallható dal: Israel Kamakawiwoʻole – What A Wonderful World / Somewhere Over The Rainbow
- Írta: Gina Gionfriddo
- Rendezte:

A vasúti sínek mellett holtan találják az értelmi fogyatékos Colint. A nyomozók eleinte egy olyan fiatalra gyanakszanak, akinek a barátnőjét állítólag szexuálisan zaklatta Colin. A fiú bevallja, hogy az eset után alaposan megverte, de nem ölte meg. Colin anyja rákos volt, apja nem akart gondoskodni a szellemi sérült fiúról. Az anya segítője, egy fiatal fiú, szerette volna, ha őt tették volna meg Colin gyámjának.

## 39. Fullasztó indulat
- Eredeti bemutató: 2005. március 13.
- Újra megnyitott akta dátuma: 1998
- Utolsó jelentben hallható dal: Oasis – Don't Go Away
- Írta: Jay Beattie
- Rendezte: David Von Ancken

Családi bevásárlás alkalmával a kis Kyle eltűnik a próbafülkéből. Egy öbölben találnak rá holtan. A nyomozók kiderítik, hogy a család egyik rokona rabolta el, váltságdíj reményében, de később eladta egy pedofilnak. A pedofil férfinak volt egy saját fia is, akit szintén zaklatott, ám a fiú szeretetnek vélte apja közeledését és féltékeny lett az új jövevényre…

## 40. Műhiba
- Eredeti bemutató: 2005. március 20.
- Újra megnyitott akta dátuma: 1982
- Utolsó jelentben hallható dal: Journey –  Don't Stop Believing
- Írta: Gina Gionfriddo
- Rendezte:

Egy jól szituált sebész barátja meghal a műtőasztalon. Az áldozat felesége pert indít, a sebész mindenét elveszíti. Feleségét holtan találják a nappalijukban. A sebészt letartóztatják. Sok év múltán Rush kideríti, hogy a feleség megbízott valakit, hogy rabolja ki a lakásukat, hogy a biztosítási összegből pénzhez jussanak. Ám meggondolta magát és elállt a tervtől.

## 41. A pusztító
- Eredeti bemutató: 2005. március 27.
- Újra megnyitott akta dátuma: 1995
- Utolsó jelentben hallható dal: Bruce Springsteen –  Secret Garden
- Írta: Gina Gionfriddo
- Rendezte:

Halálra fagyva találnak egy nőt. A rendőrség azt állapítja meg, hogy alkohol hatása alatt elaludt, majd megfagyott. A ruháján található vérfoltokat meg sem vizsgálják. Néhány évvel később, a húga kérésére újra előveszik az ügyet. A vérfoltokról kiderül, hogy állati vérről van szó. A nő megpróbált megmenteni egy kutyát, akit a főnöke folyton éheztetett és kutyaviadalokra hurcolt.

## 42. Feketén-fehéren
- Eredeti bemutató: 2005. április 3.
- Újra megnyitott akta dátuma: 1963
- Utolsó jelentben hallható dal: Nina Simone –  Strange Fruit
- Írta: Gina Gionfriddo
- Rendezte:

A hatvanas években holtan találnak egy fekete fiút. Jeffries nyomozó találta meg a holttestet – még gyerekkorában. Újra előveszik az ügyet, melynek során kiderül, hogy Zekeet alaposan megverték egy erdőben, majd felakasztották. Később vitték a holttestét a játszótér közelébe.

## 43. Halálos kitérő
- Eredeti bemutató: 2005. április 24.
- Újra megnyitott akta dátuma: 1985
- Utolsó jelentben hallható dal: John Mellencmap – Small Town
- Írta: Gina Gionfriddo
- Rendezte:

Bezárnak a textilgyárak, sokan elveszítik a munkájukat. Néhány barát összeáll, hogy beindítsanak egy taxi-vállalatot, miután ebben az egyetlen lehetőségben látják a kiutat a szegénységből. Hamarosan azonban egyiküket holtan találják egy benzinkútnál. Különös módon a temetésére csak a legjobb barátai nem mennek el. Rush itt kezdi a nyomozást. Kiderül, hogy mindenkinek volt oka haragudni a másikra.

## 44. Vak hit
- Eredeti bemutató: 2005. május 1.
- Újra megnyitott akta dátuma: 1977
- Utolsó jelentben hallható dal: Barry Bostwick – Over at the Frankenstein Place
- Írta: Gina Gionfriddo
- Rendezte:

A sorozatgyilkos Roy Anthony 25 éves börtönbüntetése a végéhez közeledik. Bár előre kijelentette, hogy újra ölni fog, a hatóságok kénytelenek kiengedni, hacsak nem derítenek fel egy újabb gyilkosságot, amelynek annak idején a férfi volt az elkövetője. A hetvenes években holtan találták egy elegáns lakóépület portását. A fiú New Yorkba készült a barátnőjével. Rush nyomozó és társai kiderítik, hogy a börtönben lévő sorozatgyilkos ismerte a fiút.

## 45. Örök szerelem
- Eredeti bemutató: 2005. május 8.
- Újra megnyitott akta dátuma: 1932
- Utolsó jelentben hallható dal: Bessie Smith – Nobody Knows When You're Down
- Írta: Gina Gionfriddo
- Rendezte:

A harmincas évek Amerikájában két lány egymásba szeret. Akkoriban ez teljesen elfogadhatatlan volt. Rose és Billie meg akartak szökni, ám Rose bátyja üldözőbe vette őket, rálőtt a kocsijukra, amellyel a két lány a folyóba zuhant. Rose túlélte, de egy másik városba költözött, így bátyja azóta is halottnak hitte. A történetre akkor derült fény, amikor hetven év múltán a kocsit kihúzták a folyóból.

## 46. Koponyák
- Eredeti bemutató: 2005. május 22.
- Újra megnyitott akta dátuma: 1972
- Utolsó jelentben hallható dal: The Who – Behind Blue Eyes
- Írta: Gina Gionfriddo
- Rendezte:

Egy ház megvásárlásakor kilenc koponyát találtak a kertben. A koponyák úgy voltak elhelyezve, hogy a padlásra nézzenek. A nyomozók azonnal egy korábbi megoldatlan ügyre gondolnak, amikor kilenc lefejezett holttestet találtak egy erdőben. Az akkori gyanúsított, George elsétált, mert nem találtak bizonyítékot ellene. Megérzésük helyesnek bizonyul, George hamarosan felbukkan. Azért hívja fel magára a figyelmet, mert le akar számolni Rush nyomozóval, akit sikerül a házba csalnia.